# Locomotiva a naftalina
Una locomotiva alimentata a naftalina fu sperimentata in Francia nel 1913.
All'inizio del Novecento, sebbene la trazione a vapore continuasse a dominare incontrastata nei servizi di linea e di manovra, diverse aziende ferroviarie, industrie e studiosi si stavano ponendo il problema della sua sostituzione nelle circostanze tecniche ed economiche che la giustificassero.
Uno dei problemi da risolvere era quello della scelta di un combustibile meno costoso, oltre che del carbone, dei più comuni derivati del petrolio (nafta, benzina, benzolo, alcool o altri). La naftalina era già stata sperimentata con successo nella trazione automobilistica. Inoltre il suo basso costo dovuto alla sua origine dalla distillazione del carbone la rendeva di grande interesse per l'impiego nelle condizioni tipiche dell'esercizio ferroviario.

## Premesse
L'esperimento fu compiuto dalle officine Schneider di Le Creusot (Francia). Gli stabilimenti Schneider erano costituiti da due aree ben distinte che erano state fra loro collegate tramite un raccordo ferroviario. Il binario di questo raccordo correva parzialmente in galleria. Poiché si utilizzava la trazione a vapore, la galleria veniva invasa dal fumo delle locomotive da manovra.
Per ovviare a questo inconveniente e facendo seguito alla sperimentazione eseguita su un'automobile Renault si stabilì di costruire una piccola locomotiva, a due sale e con trasmissione a bielle, di modesta potenza.

## Progetto
Il prototipo fu illustrato dal progettista capo della Schneider, Eugène Brillié, nell'ambito di una comunicazione alla Società degli ingegneri civili francesi. La locomotiva era a scartamento normale, asimmetrica con una cabina e un avancorpo a cofano contenente il motore, e due serie di respingenti poste a differenti altezze per l'accoppiamento coi veicoli normali e coi carri pianali destinati agli usi interni dello stabilimento.
Era equipaggiata con un motore progettato da Brillié, di derivazione automobilistica, a combustione interna, con 4 cilindri accoppiati a due a due, cilindrata di 12.300 cm³ e una potenza massima di 50 kW.
Poiché la naftalina, a temperatura e pressione ordinarie, è allo stato solido, il motore veniva avviato con benzina o benzolo. Quando l'acqua del circuito di raffreddamento aveva raggiunta una temperatura sufficientemente alta (circa 80 °C) essa veniva utilizzata per fondere la naftalina, che da allora veniva usata per l'alimentazione.
A causa delle soggezioni tipiche del servizio di manovra, per la trasmissione della potenza dal motore alle ruote fu scelta un'originale trasmissione pneumatica (denominata "trasformatore aerotermico Hautier"). Essa era costituita da un compressore pneumatico, azionato dal motore primo e che a sua volta azionava un motore ad aria compressa calettato sull'albero di trasmissione del biellismo.

## Costruzione
Le caratteristiche costruttive generali della macchina non si discostano da quelle tipiche delle altre locomotive della sua epoca. Dalle poche notizie disponibili sembra sia stata dotata solo del freno meccanico, giudicato sufficiente per le necessità delle manovre.

## Esercizio
La locomotiva iniziò il proprio servizio nel 1913 all'interno dello stabilimento Schneider. Trattandosi di un prototipo la dirigenza dell'azienda costruttrice chiese alla Chemin de Fer de l'État di provarla col veicolo dinamometrico di sua proprietà. Le prove si svolsero nell'aprile 1913 su un raccordo di circa due chilometri fra le officine di Harfleur e il poligono di Le Hoc. In esse la locomotiva trainò treni di massa fino a 160 t, con una forza al gancio di 7,9 kN.
Nell'esercizio regolare all'interno della Schneider la macchina corrispose alle aspettative per gli aspetti di trazione, ma la sua manutenzione risultò essere molto onerosa.
Ciò, insieme a considerazioni sull'inopportunità di importare dalla Francia la naftalina necessaria per l'alimentazione, fece abbandonare lo studio di una locomotiva analoga, ma a scartamento ridotto e di 150 kW di potenza, per una società ferroviaria dell'Algeria del sud. Dalle scarne notizie disponibili si congettura che l'esemplare costruito sia stato demolito dopo pochi anni dall'immissione in servizio.